# Joffre Dumazedier
Joffre Dumazedier, né le 30 décembre 1915 à Taverny (Val-d'Oise) et mort le 25 septembre 2002 à Créteil (Val-de-Marne), est un sociologue français.

## Biographie
Joffre Dumazedier est né le 30 décembre 1915 à Taverny (Val-d'Oise) d'une famille modeste du Nord de la France. Son père meurt lors de la bataille de Verdun. Le concours des bourses lui ouvre l'accès au collège et au lycée puis il poursuit des études littéraires à la Sorbonne qu'il achève par un mémoire de linguistique portant sur les fonctions médiatrices du langage.
Ses copains d'école primaire, qui réussissaient aussi bien que lui selon ses dires, n'ont pas pu avoir accès au lycée, faute de moyens financiers. « Cet état de fait le pousse à chercher des moyens d'action pour remédier à ce qu'il perçoit comme une injustice. Il s'engage alors dans les mouvements d'éducation populaire ». Vers la fin des années 30, alors étudiant à la Sorbonne, Joffre Dumazedier cherche « à mieux connaître dans les milieux populaires les conditions externes et internes du processus libérateur de cette inégalité chez les autodidactes » et cela en respectant une méthode scientifique. Pour mener à bien sa recherche, il observe la manière d'apprendre des autodidactes dans « les collèges du travail du mouvement syndical et dans les veillées ou stages du mouvement Laïc des Auberges de jeunesse ».
Bien que marxiste et coutumier du monde ouvrier, après la défaite de 1940, il intègre en tant qu'instructeur l'école des cadres d'Uriage où il organise les stages ouvriers, et se voit confier les questions sociales et pédagogiques. Cette méthode d'aide à l'accès aux savoirs devient le socle de ses pratiques et de son éthique socio-pédagogique. A la fermeture de l'école des cadres d'Uriage, il rejoint les « équipes volantes » du Vercors de 1943 à 1944, où il participe à la formation des résistants. Il y fait la rencontre de Benigno Cacéres, également formateur dans les maquis du Vercors, qui participe à l'élaboration de ce que sera « l'entraînement mental ». Tous les deux contribuent, avec une majorité d'anciens uriagistes, à fonder, en 1944, le mouvement d’éducation populaire Peuple et culture. Joffre Dumazedier y expérimente ses théories en matière de sociologie des loisirs et d’utilisation du temps libre. Peuple et Culture assurera la divulgation et le suivi de la méthode d'entraînement mental dans les divers lieux socio-économiques.
En 1954, il fonde le Groupe d'études des loisirs et de la culture populaire. À Amsterdam en 1956, il crée, avec une vingtaine de sociologues allemands, américains, anglais, brésiliens, hollandais, russes, yougoslaves..., le Comité de recherche sur le loisir, composante de l'Association internationale de sociologie. Il est également, à partir de 1952, chercheur au CNRS puis professeur à l'université Paris-Descartes où il crée la chaire de socio-pédagogie de la formation des adultes en 1968. En tant que sociologue, il publie une quinzaine d'ouvrages en sciences sociales en rapport avec ses recherches plurielles.
Il enseigne dans des universités européennes, américaines, canadiennes, d'Amérique latine. Il est nommé docteur honoris causa de l'université européenne de Bruxelles, de l'université du Québec à Trois-Rivières, de l'université fédérale de Rio de Janeiro.
Il meurt le 25 septembre 2002 à l'hôpital Henri Mondor à Créteil. L'université de Nantes organise un séminaire d'une journée-souvenir avec de nombreux chercheurs en 2004. Les textes des communications sont publiés dans Construire ma recherche ; Joffre Dumazedier chercheur-accompagnateur en 2005 par Chronique Sociale où il a publié en 2002 son dernier livre Penser l'autoformation.

## Sociologue du loisir et de l'auto-formation
Joffre Dumazedier est considéré comme l'un des pionniers de la sociologie du loisir et l’auteur le plus éminent en la matière depuis son ouvrage paru en 1962 Vers une civilisation du loisir ? Il est également un contributeur fécond dans le domaine de la formation par sa réflexion sur le secteur novateur de l'auto-formation. Après une longue expérimentation, après la Seconde Guerre mondiale, il invente une méthode socio-pédagogique de simplification du travail intellectuel : l'entraînement mental.

### La civilisation du loisir
Les ouvrages et plus largement le propos de Dumazedier concernent l’étude du loisir des masses et de ses interactions avec l’ensemble des activités de la vie quotidienne, le travail, la famille ou la politique. Ils soutiennent la thèse selon laquelle le loisir de masse doit s’intégrer dans une démocratie culturelle exigeant une politique globale et préalable d’éducation et d’information. Pour Joffre Dumazedier, « le loisir, bien que conditionné par la consommation de masse et la structure de classe est de plus en plus le centre d'élaboration de valeurs nouvelles, surtout chez les jeunes ». Pour lui le loisir n'est pas un thème secondaire mais central de la société actuelle. Joffre Dumazedier est un des premiers sociologues à proposer une réflexion sur l'impact de la réduction du temps de travail. Ainsi, dès les années 1950, il voit dans le temps libéré une nouvelle manière de penser et d'organiser sa vie. Que faire en dehors du travail ? Quelle activité avoir ? Comment utiliser le temps en dehors du travail pour soi ? En conséquence, les individus sont amenés progressivement à penser leurs loisirs en découvrant de nouvelles pratiques.

### L'autoformation
Joffre Dumazedier est également le principal sociologue et théoricien français de l'autoformation. Il a exposé son approche de celle-ci lors de l'ouverture du Premier Colloque européen sur l'autoformation organisé à l'Université de Nantes en 1994 par Georges Le Meur, cofondateur du Groupe de recherche sur l'autoformation en France. Dans sa communication intitulée Vers une socio-pédagogie de l'autoformation, après une approche des notions d'autoformation et de socio-pédagogie, Joffre Dumazedier traite du passage De l'enseignement des disciplines scolaires à l'aide au "travail autonome" de l'apprenant ; il s'attache à montrer l'évolution de l'éducation populaire et de la formation professionnelle continue vers l'aide collective à l'autoformation ; il présentera la Dynamique éducative contrariée de la société médiatique en faisant remarquer que l'enseignement à distance produit une autodidaxie assistée à tous les âges. Il aborde l'émergence d'un sujet social apprenant plus autonome en toute institution y compris l'institution scolaire.
Auparavant, en 1985, il a coordonné le no 78-79 de la même revue, numéro spécial sur l'Autoformation. Il voulait « nous faire profiter des recherches menées en socio-pédagogie des adultes à l'université René Descartes » et dans les divers espaces-temps de la société post-industrielle. Il ne s'agissait pas de joindre les voix au discours contre l'école, mais d'éclairer scientifiquement des pratiques éducatives qui se développent hors l'école... dans une perspective de l'éducation permanente.
Autour du concept d'autoformation gravitent diverses notions connexes et constituantes. Pour Philippe Carré, elles forment une galaxie qu'il explique dans L'Autoformation (PUF). Pour Georges Le Meur, elles représentent un feu d'artifice émis par le concept de néo-autodidaxie. À l'instar de Norbert Elias, André Moisan les installe dans une configuration pour repenser le lien autoformation-contexte organisationnel. Brigitte Albéro complète le panorama des pratiques en théorisant L'Autoformation en contexte institutionnel (l'Harmattan). Dans son dernier ouvrage Penser l'autoformation (Chronique Sociale), Joffre Dumazedier montre que les mutations sociales justifient une éducation tout au long de la vie par le développement de l'autoformation des sujets sociaux.

## Publications

### Ses publications personnelles
- Vers une civilisation du loisir ? paru pour la première fois aux éditions du Seuil en 1962 dans la collection "Collections Esprit. La Condition humaine"[biblio 1] et qui a fait l'objet de plusieurs rééditions, notamment chez MKF, en 2018, qui intègre un entretien avec Edgar Morin et une biographie[13]. Ce livre est devenu un classique. Il a fait l'objet d'un compte-rendu, rédigé par J. Cazeneuve dans la Revue française de sociologie à sa sortie en 1962[14];
- Sociologie empirique du loisir, 1974[biblio 2];
- Révolution culturelle du temps libre 1968-1988, 1988[biblio 3];
- La méthode d'entraînement mental, 1994[biblio 4] et « La Méthode d'entrainement mental », Journal de la formation continue et de l'EAO, no 242, Paris, 1990[15];
- Penser l'autoformation, 2002[biblio 5]

### Contributions
- Bibliothèques de jeune : un guide pour les éducateurs et chefs de jeunesse, 1945[biblio 6];
- Regards neufs sur le sport, 1950[biblio 7];
- Regards neufs sur les Jeux olympiques, 1952[biblio 8];
- Télévision et Éducation populaire, 1955[biblio 9];
- Le Loisir et la Ville, 2 tomes, 1/ 1966, 2/ 1976[biblio 10];
- Les Femmes innovatrices, 1975[biblio 11];
- La Leçon de Condorcet. Une conception oubliée de l'instruction pour tous nécessaire à une république ; avec Éric Donfu, L'harmattan, Paris, 1994[biblio 12];

### Préfacier
- Nouveaux Autodidactes, avec Georges Le Meur, Chronique sociale, Lyon, 1998[biblio 13];
- Pratique sportive et résistance au vieillissement, avec Raymonde Feillet, L'harmattan, Paris, 2000[biblio 14]

### Mélanges
- Temps libre et modernité : mélanges en l'honneur de Joffre Dumazedier / sous la dir. de Gilles Pronovost, Claudine Attias-Donfut et Nicole Samuel, 1993[biblio 15]

## Distinctions
- Doctorat honoris causa de l'université du Québec à Trois-Rivières le 26 mai 1993[16]